# 心叶华葱芥
心叶华葱芥（学名：Sinalliaria limprichtiana）也称心叶诸葛菜、心叶碎米荠、大叶葱芥，是十字花科碎米荠属的植物，是中国的特有植物。分布在中国大陆的江苏、安徽、浙江等地，生长于海拔100米的地区，多生长于路边、林下及山坡岩旁，目前尚未由人工引种栽培。